# Lew Borissowitsch Kafenhaus
Lew Borissowitsch Kafenhaus (auch Leon Borissowitsch Kafenhaus; russisch Лев Борисович Кафенгауз und Леон Борисович Кафенгауз; * 29. Oktoberjul. / 10. November 1885greg. in Proskurow; † 4. Juli 1940 in Moskau) war ein russischer Ökonom, Politiker und Hochschullehrer.

## Leben
Kafenhaus stammte aus einer jüdischen Familie. Er besuchte das 10. Moskauer Gymnasium (Abschluss 1905) und studierte dann in der Abteilung für Ökonomie der juristischen Fakultät der Universität Moskau (MGU)
1904 hatte sich Kafenhaus einer marxistischen Schülervereinigung angeschlossen. Während der Russischen Revolution 1905–1906 war er Propagandist einer Moskauer bolschewistischen Organisation. Er nahm am Dezemberaufstand in Moskau teil, wurde verhaftet und blieb nach seiner Freilassung 1906 unter Polizeiaufsicht. Er schloss sich 1906 den Menschewiki an und trat in die Redaktion der Zeitung Wlast Naroda (Macht des Volkes) ein.
Nach dem Abschluss des Studiums 1910 blieb Kafenhaus an der Universität, um sich auf die Professorenlaufbahn vorzubereiten. Im März 1911 wurde er im Zusammenhang mit Studentenunruhen auf Anweisung des neuen Bildungsministers Léon Casso der Universität verwiesen. Casso hatte bezüglich der Berufung von Professoren in die Autonomierechte der MGU eingegriffen, worauf der Rektor und führende Professoren demissionierten (Affäre Casso). Darauf arbeitete Kafenhaus in der Statistik-Abteilung der Moskauer Stadtverwaltung, wo er an der Erstellung des Statistik-Sammelbands 1913 der Stadt Moskau beteiligt war. Daneben arbeitete er im Moskauer Handelsinstitut, wo er ein Praktikum zur Industriegeschichte leitete, und er schrieb für die Russkije wedomosti.
Nach der Februarrevolution 1917 wurde Kafenhaus auf der Menschewiki-Liste in die Moskauer Stadtduma gewählt. Er wurde in Petrograd Vizeminister für Handel und Industrie und gehörte damit zur Provisorischen Regierung.
Nach der Oktoberrevolution verließ Kafenhaus die menschewistische Organisation. Er kritisierte die Oktoberrevolution und die Projekte Lenins. Er hielt Vorlesungen am Moskauer Handelsinstitut und wurde 1919 Professor in der Abteilung für Ökonomie der MGU. Ab 1919 arbeitete er beim Obersten Rat für Volkswirtschaft und leitete dort ab 1923 die Statistik-Abteilung.
1919 entwickelte Kafenhaus im Auftrag der Leitung des antibolschewistischen Nationalen Zentrums zusammen mit Jakow Bukspan ein Programm für den wirtschaftlichen Wiederaufbau Russlands im Falle des Sturzes der Sowjetmacht. Das Programm sah die Wiedereinführung der Privatwirtschaft, die Privatisierung der Industrie, die Entwicklung der Landwirtschaft, Steigerung der Ausfuhr von Fertigprodukten und Verringerung der Ausfuhr von Rohstoffen und Investitionen mit ausländischem Kapital unter staatlicher Kontrolle vor. 1920 wurde Kafenhaus von der Tscheka verhaftet, der Mitgliedschaft im Nationalen Zentrum beschuldigt und freigelassen.
1921 wurde Kafenhaus Professor des Lehrstuhls für Wirtschaftsbeschreibung der Fakultät für Sozialwissenschaften der MGU. 1925 wechselte er zum Lehrstuhl für Politische Ökonomie der Fakultät für sowjetisches Recht der MGU. Daneben arbeitete er bei der Russischen Assoziation der Forschungsinstitute für Sozialwissenschaften (RANION). 1921–1928 gab er das statistische Jahrbuch der staatlichen Industrie der UdSSR heraus sowie ab 1923 das monatliche Statistische Bulletin des Obersten Rats für Volkswirtschaft. Er war Vorsitzender der Tarif- und Zollkonferenz des Rats der Volkskommissare. 1926 verbrachte er ein halbes Jahr in Paris als Experte für die Schulden des Russischen Kaiserreiches. Zusammen mit Wassili Jegorowitsch Warsar veröffentlichte er das dreibändige Werk über die Dynamik der russischen und sowjetischen Industrie von 1887 bis 1926.
1930 wurde Kafenhaus im Zusammenhang mit der Affäre des Unionsbüros der Menschewiki verhaftet. Im Butyrka-Gefängnis schrieb er weiter Artikel über die Geschichte der russischen Industrie. Im August 1930 verurteilte ihn die OGPU zu drei Jahren Verbannung in Ufa, wo er für die zentrale Statistikverwaltung arbeitete. Im Dezember 1932 konnte Kafenhaus zurückkehren.
Ab 1933 hielt Kafenhaus Vorlesungen im Moskauer Institut für Industriewirtschaft. 1934–1937 leitete er den Lehrstuhl für Ökonomie und Produktionsorganisation im Moskauer Institut für Stahl und Legierungen (MISiS), das aus der Moskauer Bergakademie hervorgegangen war. In den 1930er Jahren führte Kafenhaus Untersuchungen zur Produktion und zum Verbrauch der Stähle und Eisenlegierungen in der UdSSR durch. Ab 1937 arbeitete er im Institut für Ökonomie der Akademie der Wissenschaften der UdSSR.
Kaufenhaus jüngerer Bruder war der Historiker Bernhard Borissowitsch Kafenhaus.
1987 wurde Kafenhaus rehabilitiert.